# Cliff Michelmore
Arthur Clifford "Cliff" Michelmore (11. december 1919 – 16. marts 2016) var en engelsk tv-studievært og  producent. Han var bedst kendt for BBC Television-programmet Tonight, som han præsenterede fra 1957 til 1965. Han var også vært på BBC's tvdækning af Apollo-månelandingerne, Aberfankatastrofen, det britiske parlamentsvalget i 1966 og 1970 samt indsættelsen af Prins Charles som Prince of Wales i 1969. Han var udnævnt kommandør af Order of the British Empire (CBE) i 1969.